# 賴郁庭
賴郁庭（Jocelin，1992年5月22日—），台湾演員、模特兒、身高177cm。
2008參加第二屆凱渥夢幻之星，得到「最佳廣告明星獎」，模特兒身分出道。為各大精品、時尚秀的熟面孔，也曾遠赴歐洲走秀。
2020年在三立臺灣台《天之驕女》飾演「方芸芸/織田愛」而打開演員知名度，演出受到矚目，被網友冠上「怪物新人」的封號。

## 電視劇
| 年份   | 電視台           | 劇名            | 角色          | 備註 |
| 2019年 | 台視、東森戲劇台 | 《男神時代》    | 虛擬女模      | 客串 |
| 2020年 | 三立台灣台       | 《天之驕女》    | 方芸芸/織田愛 | 主演 |
| 2020年 | 三立都會台       | 《未來媽媽》    | Maggie        | 客串 |
| 2022年 | 三立台灣台       | 《一家團圓》    | 蔡依珊/葉芊芊 |      |
| 2023年 | 三立台灣台       | 《天道》        | 林子彤        | 主演 |
| 2024年 | 三立都會台       | 《Q18量子預言》 | 舞台監督      | 客串 |
| 2025年 | 三立台灣台       | 《百味人生》    |               | 主演 |

## 廣告代言
- 美國運通心關係系列
- 雪芙蘭 防曬噴霧
- 智遊網變身篇
- 遠傳電信

- ALLA PRIMA

## 雜誌廣編
- 新娘物語
- 汽車百科
- 川代
- 薇薇新娘
- 美麗佳人
- Bella
- 斐瑟
- APPLE DAILY
- 露得清
- 聖羅雅婚紗
- 遠傳安麗

## 外部連結
- 賴郁庭的Facebook專頁
- 賴郁庭的Instagram帳戶